# Batalla de Borodinó
|  | Aquest article tracta sobre la batalla de la guerra napoleònica. Vegeu-ne altres significats a «Batalla de Borodinó (1941)». |

La batalla de Borodinó (rus: Бopoди́нcкoe cpaже́ниe, Borodínskoie srajénie; francès: Bataille de la Moskova) del 7 de setembre de 1812 va ser el més gran i sagnant combat d'un sol dia durant la invasió francesa de Rússia i de totes les guerres napoleòniques. Hi lluitaren més de 250.000 soldats i hi hagué 70.000 víctimes. La Gran Armée francesa sota l'emperador Napoleó I va atacar l'Exèrcit Imperial Rus del general Mikhaïl Kutúzov prop del llogaret de Borodinó, a l'oest de la ciutat de Mojaisk, capturant les principals posicions en el camp de batalla, però no va poder anorrear l'exèrcit rus tot i les fortes pèrdues ocasionades. Aproximadament un terç dels soldats de Napoleó van ser morts o ferits, les pèrdues russes van ser també importants, però les seves víctimes van poder ser substituïdes per milícies i reservistes.

## Conseqüències
La batalla va acabar amb l'exèrcit rus fora de posició. L'estat d'esgotament de les forces franceses i la falta d'informació sobre l'estat de l'exèrcit rus va portar a Napoleó a romandre en el camp de batalla amb el seu exèrcit en lloc de la perseguir l'enemic en retirada com havia passat en altres campanyes que s'havien dut a terme en el passat. La totalitat de la Guàrdia Imperial de Napoleó es trobava a la seva disposició i en negar-se a posar en pràctica l'acció, Napoleó va perdre una oportunitat singular per destruir a l'exèrcit rus. La batalla de Borodinó va ser un punt decisiu en la campanya, ja que va ser l'última acció ofensiva lliurada per Napoleó a Rússia. En retirar-se, l'exèrcit rus conservà la seva força de combat, cosa que li permetria, a la llarga, expulsar els francesos del país.
Fins a la presa de Moscou, enfront d'un Exèrcit Imperial Rus inferior en nombre al principi de la invasió, l'avantatge era tot per a les forces napoleòniques. Però el príncep rus i general en cap Mikhaïl Kutúzov, elevà la moral del seu exèrcit i l'encoratjà a dur a terme una contraofensiva, tot organitzant l'assetjament de la Grande Armée durant la retirada francesa. Fou així com les malalties, l'hivern, però també els soldats i la població russa, foren responsables de la desfeta de Napoleó a Rússia. Després del desastre de la Grande Armée a Rússia, les potències continentals que havien estat constantment humiliades per Napoleó en diverses guerres al llarg de tota una dècada, van veure finalment una oportunitat de derrotar-lo, i es van unir a la Sisena Coalició que fins llavors consistia en l'aliança entre russos, britànics, espanyols i portuguesos (aquests últims en la Guerra del Francès).
Els informes històrics de la batalla difereixen notablement depenent de l'origen de les fonts, franceses o russes. La lluita de faccions entre els oficials d'alt rang dins de cada exèrcit també va donar lloc a versions contradictòries i desacords sobre el paper dels individus particulars.